# كاستيلامونتي
كاستيلامونتي (بالإنجليزية: Castellamonte)‏ هي بلدية (أمانة) في مدينة تورينو الحضرية في منطقة بيدمونت الإيطالية، وتقع على بعد حوالي 35 كيلومتر (22 ميل) شمال تورينو. تقع في كانافيز، عند سفح تل تعلوه قلعة من القرن الرابع عشر، ومن هنا جاء الاسم (بمعنى "القلعة على الجبل"). لم يتبق سوى آثار الهيكل الأصلي لهذا الأخير، ماهو مرئي الآن يعود تاريخه إلى القرن الثامن عشر. تعد المدينة أيضًا موطن لقاعة مستديرة غير مكتملة التي صممها اليساندرو أنتونيلي، الكنيسة الباروكية سان روكو؛ ساكرو مونتي دي بيلمونتي ليست بعيدة، بالرغم انها تقع في إقليم فالبيرغا المجتمعي. وُلد المهندسان المعماريان كارلو وأميديو دي كاستيلامونتي في المدينة.